# Prix Gémeaux de la meilleure mini-série
Le prix Gémeaux de la meilleure mini-série est une récompense télévisuelle remise par l'Académie canadienne du cinéma et de la télévision entre 1988 et 1990, puis en 2010.

## Lauréats
- 1988 - Lance et compte
- 1988 - Rock
- 1989 - Hélène et Alexis
- 1990 - L'amour avec un grand A
- 2010 - Roxy